# ジン・ラミー
ジン・ラミー（英語: gin rummy、単にジンとも呼ばれる）は簡単な2人用のカードゲームである。ラミーよりも短時間で決着がつく。

## 歴史
ジン・ラミーは1909年にブルックリンでホイストを教えていたエルウッド・ベーカーが発明したと多くの本には書いてあるが、あまり確実ではないらしい。ノックラミーをもとにして、通常のラミーよりはスピーディーだが、ノックラミーほど突然終わったりしないようなゲームを作る目的で作られた。1940年代にとくに流行し、もともとのノックラミーをほぼ淘汰した。

## 使用するカード
ジン・ラミーには、普通の1セット52枚のトランプが使用される。エースは1としてのみ使用され、Q-K-A のようにはつながらない。

## 配り方
配る人（ディーラー）は1ゲームごとに交代する（最初に配る人は適当に決める）。
まず両方のプレイヤーに10枚ずつ配り、21枚目のカードを表向きにして捨て札置き場に出す。残ったカードは山札として置いておく。
ディーラーでないプレイヤーは最初に捨て札置き場のカードを拾うことを選んでもよい。拾わなかった場合にはディーラーからゲームが始まる。

## 行動
各ターンにプレイヤーは以下の行動をとる。
- 捨て札置き場の一番上のカードを取るか、山札の一番上のカードを引いて、手札に加える。
- 手札の中から要らない1枚を捨て、捨て札置き場に置く。

これをどちらかのプレイヤーがノック（後述）を行うか、山札が残り2枚になるまで続ける。
捨て札置き場にあるカードは一番上のカードを除いてゲームに使用されることはないため、「死んでいる」と表現されることがある。プレイヤーが間違って捨て札を再利用しないように一番上以外の捨て札は脇によけておくこともできる。

## 手札の組み合わせ
ジン・ラミーの目的は、手札を組み合わせてメルドを作成し、余り札を減らしていくことである。メルドには、以下の2種類が存在する。
グループ（セット）
3枚又は4枚の同じ数字のカードの集まり。
例：8♠-8♥-8♦
シークエンス（ラン）
3枚以上の同じマークのカードのつながり。
例：8♦-9♦-10♦
Aは1として扱われるので、A-K-Qや2-A-Kはシークエンスとして認められない。
これらのメルドに含まれず余ったカードについて点数が計算される。1～10までの札はその数が点数となり、絵札は一律10点である。
1枚のカードを複数のメルドに使うことはできない。もし同じカードを含む3枚のグループと3枚のシークエンスがあった場合、有効な1つのメルドと2枚の余り札とみなされる。
点数が低いほうがよいため、各プレイヤーは自分の手番で余り札の点数を減らすために手札を入れ替えていく。

## ノック
プレイヤーは、手札から1枚捨てた後に余り札の点数が10点以下になる場合には、「ノック」をしてそのラウンドを終了させることができる。0点になったときには必ずノックをしなければならない。
ノックを行ったプレイヤーは手札を公開し、メルドになっているカードと残ったカードを分ける。
ノックされたプレイヤーは自分の手札を公開した上で、手に残っているカードを相手のメルドに追加することができる。これを付け札という。
- 例えば、ノックしたプレイヤーのメルドが「8♠-8♥-8♦」「4♦-5♦-6♦」の場合、ノックされたプレイヤーは8♣や3♦、7♦を持っていれば、それを付け札することによって余り札を減らすことができる。

ただし、メルドになっていないカードに対しては、付け札をすることはできない。
また、ノックしたプレイヤーの手札がすべてメルドになっている場合（つまり手札の点数が0点の場合。ジンと呼ばれる）には、ノックされたプレイヤーは付け札をすることができない。
以上を経て、双方の手札（余り札）の点数を計算して勝敗を決める。

## スコア
伝統的なのは10/20制ではあるが、最近ではジンのボーナスやアンダーカットのペナルティーをより大きくしてプレイすることが多い。

### 10/20制
ノックしたプレイヤーがジンだった場合には20点と相手の残り札に等しい点を得る。
ノックしたプレイヤーより対戦相手の方が余り札の点が少なかった（または同じであった）場合「アンダーカット」と呼ばれ、対戦相手は10点と2人の得点差に等しい点を得る。
ノックしたプレイヤーがジンでなく対戦相手より点が低かったら、その点差に等しい点を得る。

### 20/25制
10/20制と基本的に同じだがジンのボーナスは20点から25点に、アンダーカットのペナルティーは10点から20点になる。

### 25/25制
10/20制と基本的に同じだがジンのボーナスは20点から25点に、アンダーカットのペナルティーも10点から25点になる。
アンダーカットのペナルティーがジンのボーナスと等しいため、ノックは早い時期のみに行われ、終盤戦では双方ジン狙いの勝負になることが多い。

### マッチ
上記の方法で点数を計算していき片方の点数が100点を上回ったとき、そのプレイヤーがそのマッチの勝者となる。

### 複数マッチ
複数マッチによって勝負をつける場合は、マッチの勝敗とゲームスコアの2つを記録する。各マッチの得点は次のマッチには0に戻されるが、ゲームスコアはそれとは別に集計される。各マッチはどちらかのプレイヤーが100点を挙げた時点で終了する。
各マッチの終了時に、各プレイヤーに以下のようにゲームスコアが与えられる。
- 各ラウンドの勝者に25点が与えられる。
- 各マッチの勝者に100点が与えられる。
- 1マッチのうち、1ラウンドも取られなかった場合にはさらに100点が与えられる。

## ジン・ラミーが登場する作品
- 映画 007 ゴールドフィンガー - 悪党のゴールドフィンガー（ゲルト・フレーベ）はジン・ラミーの勝負で、ジル・マスターソンに相手の手を望遠鏡で盗み見させるイカサマを行う。原作の小説ではジン・ラミーではなくカナスタだった[3]。
- 映画 プーと大人になった僕 - 主人公クリストファー・ロビンの隣人・ハンガフォード氏（ポール・チャヒディ）が、奥さんの不在時にクリストファーにジン・ラミーをやろうと誘う。
- 漫画 賭ケグルイ では桃喰リリカと狛喰希でジン・ラミーを行っている。